# آنالیز پی-ادیک

اعداد ۳-ادیک، در تصویر کاراکترهای متناظر با گروه پونتریجین شان انتخاب شده‌اند

در ریاضیات، آنالیز p-ادیک (به انگلیسی: p-adic analysis) شاخه ای از نظریه اعداد است که با آنالیز ریاضیاتی توابع اعداد p-ادیک سروکار دارد.
نظریه توابع عددی مختلط-مقدار روی اعداد p-ادیک، بخشی از نظریه گروه‌های فشرده موضعی است. معنی رایج آنالیز p-ادیک نظریه توابع p-ادیک-مقدار روی فضاهای مورد علاقه است.
کاربردهای آنالیز p-ادیک اکثراً در نظریه اعداد بوده‌است که در آنجا نقش مهمی در هندسه دیوفانتینی و تخمین دیوفانتینی دارد. در برخی از کاربردها، توسعه آنالیز تابعی p-ادیک و نظریه طیفی بخش لاینفک و لازمی می‌باشد. از جنبه‌های گوناگون، آنالیز p-ادیک نسبت به آنالیز کلاسیک ظرافت کمتری دارد، چرا که به عنوان مثال نامساوی فرامتری (اولترامتریک) می‌گوید که همگرایی سری‌های نامتناهی اعداد p-ادیک بسیار ساده‌تر اند. فضاهای برداری توپولوژیکی روی میدان‌های p-ادیک خواص متمایزی را از خود بروز می‌دهند؛ به عنوان مثال، جنبه‌های مربوط به تحدب و قضیه هان-باناخ متفاوت خواهند بود.